# André Rougemont
Pour les articles homonymes, voir Rougemont.
 (octobre 2022).
André Rougemont, né le 12 octobre 1945, est un épidémiologiste suisse.

## Biographie
Après ses études médicales, André Rougemont est engagé à l’Unité d’enseignement et de recherche en Médecine et santé tropicales de l’Université d’Aix-Marseille II. Il y complète une spécialisation en médecine tropicale, parasitologie et épidémiologie.
Entre 1972 et 2002, il passe plus d’un tiers de son temps au Mali, où il dirige les premiers travaux de recherches sur l’épidémiologie des pathologies locales et régionales. Il est nommé professeur agrégé associé, et assura des fonctions cliniques pour les des maladies tropicales à l’Hôpital Michel-Lévy à Marseille.
En 1977 il devient responsable de l’Unité d’évaluation épidémiologique et de santé publique du Programme de l’OMS de lutte contre la cécité des rivières, basé à Ouagadougou au Burkina Faso.
À partir de 1979, il devient chargé d'enseignement pour la médecine tropicale à la faculté de médecine de l’Université de Genève. Il crée et développe plusieurs programmes dans les domaines de la santé publique dont le premier diplôme de santé publique en Suisse. En 1980 il est nommé professeur adjoint puis ordinaire, et enfin directeur de l’Institut de médecine sociale et préventive (IMSP), de 1993 à fin septembre 2011.